# لگرن
لگرن (لگهورن)، از نژادهای مرغ است که منشا آن کشور ایتالیا می‌باشد. اولین پرندگانی که در ۱۸۵۳ به آمریکا صادر شدند به نام ایتالیایی خوانده می‌شدند. تا سال ۱۸۶۵ این نژاد به نام لگرن خوانده شد؛ احتمالاً این نام انگلیسی شدهٔ لغت لیگوریان است که اشاره به بنادر دریای لیگوریان، جایی که پرنده از آنجا صادر می‌شد دارد.
لگرن سفید از جملهٔ محبوبترین نژادهای مرغ تخمگذار در جهان است. لگرنهای خالص کمتر مورد استفاده قرار می‌گیرند. هر دو سازمان طیور آمریکا و بانتام آمریکا، شماری از لگرنها را به رسمیت شناخته‌اند: سفید، قرمز، قرمز دم سیاه، قهوه‌ای روشن، قهوه‌ای تیره، مشکی، آبی، زرد کمرنگ، کلمبیایی، زرد کلمبیایی، راه راه و نقره‌ای. اکثر اینها تاج تیغه‌ای دارند اما چندین رنگ هم هستند که دارای تاج گلسرخی می‌باشند.

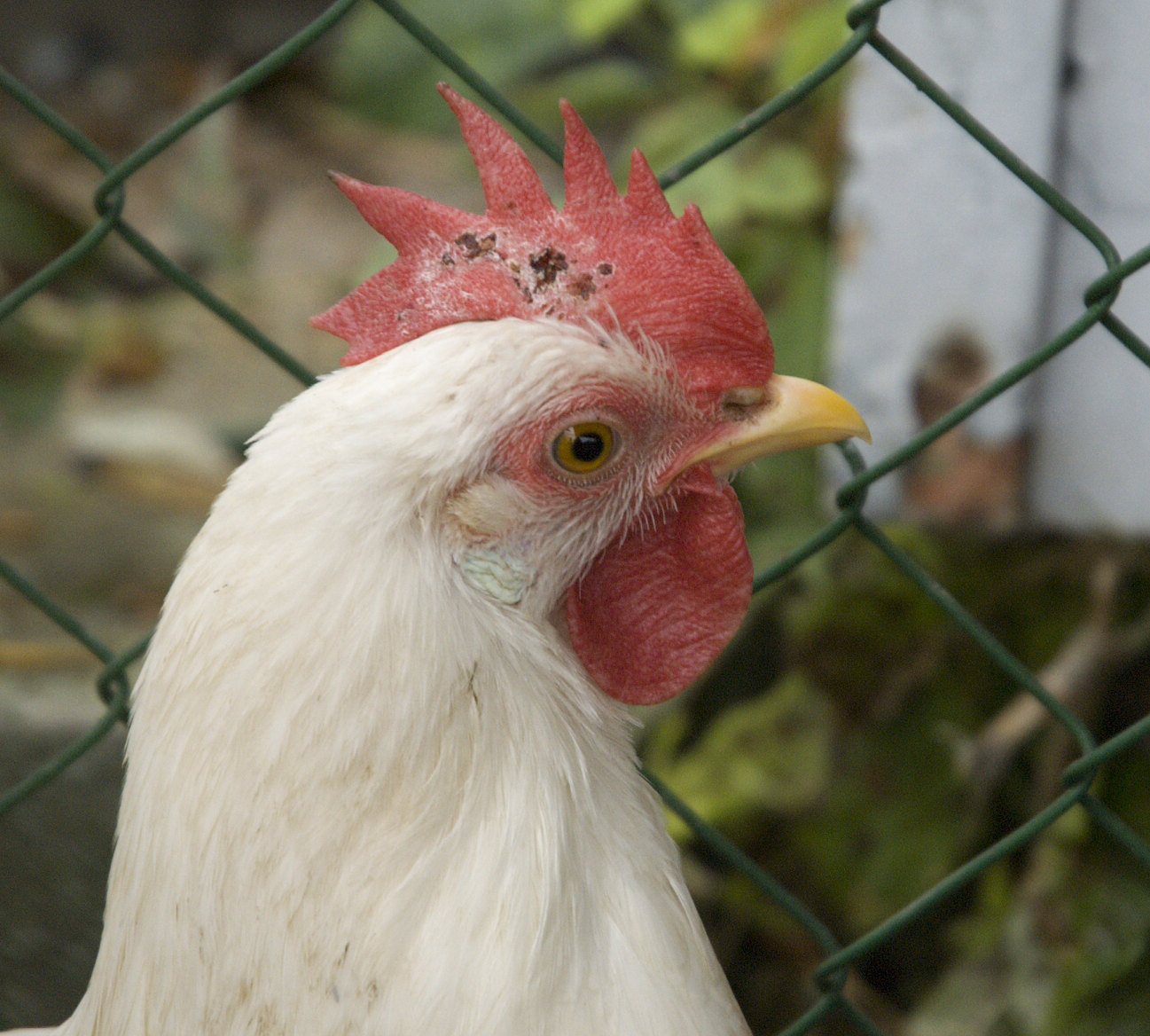
لگرن سفید با تولید نزدیک به ۳۰۰ تخم در سال، بهترین مرغ تخمگذار دنیاست

## لگرن قهرمان تخمگذاری
لگرن یک تخمگذار فوق العاده محسوب می‌شود(با حدود ۲۸۰ تخم سفید رنگ در سال) و ضریب تبدیل جیرهٔ خوراکی به تخم هم در این پرنده عالی می‌باشد. لگرن به ندرت کُرچ می‌شود و این ویژگی، این پرنده را برای تخمگذاری بیوقفه به مرغی دلخواه تبدیل می‌کند. لگرن نژادی سبک است و به سرعت در وزن ۱۵۰۰ تا ۱۸۰۰ گرم بالغ می‌شود و به همین دلیل از نظر تولید گوشت مطلوب نمی‌باشد. لگرنها فعال و دانه چینهای قابلی می‌باشند. آن‌ها عموماً از تماس با انسان اجتناب می‌کنند و تمایل به عصبی بودن و پریدن دارند.
بعلت تخمگذاری ممتاز این پرنده، لگرن به گزینهٔ شمارهٔ یک لابراتوارهای تحقیقات جنین شناسی و بیولوژیک پرندگان و همچنین تولیدکنندگان تجاری تخم مرغ در ایالات متحده تبدیل شده‌است.